# Колубовський Яків Миколайович
Яків Колубовський (7 жовтня 1863, Глухів, Чернігівська губернія (нині — Сумська область, Україна) — після 1929, Санкт-Петербург) — український педагог, викладач, професор, кандидат філологічних наук, історик російської філософії, бібліограф, директор Глухівського учительського інституту (нині — Глухівський національний педагогічний університет імені Олександра Довженка) (1923—1924), Колегії Павла Галагана, Ніжинського інституту народної освіти.

## Життєпис
Народився 7 жовтня 1863 у Глухові.
Закінчив Глухівську прогімназію, а 1882 — Колегію Павла Галагана (8-й випуск).
1887 — закінчив історико-філологічний факультет Санкт-Петербурзького університету зі ступенем кандидата.
1887 — став студентом Лейпцизького університету, де протягом двох семестрів слухав філософські курси В. Вундта, Р. Зейделя, Р. Шуберта-Зольдерна, Е. Віндіша, а також курси із загальної дидактики П. Мебіуса.
Працював у психологічній лабораторії Вільгельма Вундта.
Із початку 1891 — штатний помічник редактора журналу «Вопросы философии и психологии»; заступник секретаря Московського психологічного товариства.
1892 — зарахований до Міністерства освіти і направлений на роботу в Імператорську бібліотеку (нині — Російська національна бібліотека), де працював упродовж 1892–1894 років.
Із 1893 діловод «Ради опікунства ім. Марії Олександрівни щодо сліпих». Від цього товариства бував у закордонних відрядженнях, брав участь у різноманітних з'їздах та конференціях. Зокрема, у США вивчав досвід роботи установ для незрячих.
Від 1892 працював на педагогічних курсах Петербурзької жіночої гімназії, упродовж 1895–1901 викладав педагогіку та психологію в жіночій гімназії Е. Шаффе.
Від 1904 — секретар «Журнала Министерства народного просвещения».
19 березня 1917 взяв участь в установчому зібранні Союзу російських письменників.
1918 прийнятий у громадянство Української Держави, з 1921 — у постійній зоні окупації большевицької Московії. Критично висловлювався щодо культурної політики більшовиків.
Протягом 1918–1920 рр. очолював Колегію Павла Галагана (м. Київ).
1919 став членом Постійної комісії зі складання біографічного словника діячів українських земель при Українській академії наук.
У Глухівському інституті працював із 1920 по вересень 1924. Викладав дисципліни: вступ до філософії, загальну психологію трудового навчання.
Із 1921 до 25 липня 1923 обіймав адміністративні посади проректора та декана, а з 25 липня 1923 по вересень 1924 очолював Глухівський інститут народної освіти, контролював процес його ліквідації.
Після 1924 працював у Ніжинському інституті народної освіти.
1925 отримав звання професора першої категорії.
У інституті створив кабінет-лабораторію, у якій впродовж 1924–1928 вивчав обдарованість, емоційну сферу дітей. У цій же лабораторії співробітники М. А. Рябко, В. П. Котляров досліджували проблеми рефлексології.

### Останні роки життя
Восени 1928 повернувся у Глухів.
Проте в грудневому номері ніжинської газети «Нове слово» за 1933 та у червневому номері газети «Більшовик» за 1934 згадується як викладач Ніжинського інституту.
На сайті Інституту історії України датою смерті вказується «імовірно, 1929», місце смерті — Ніжин.
В Енциклопедії сучасної України стоїть дата смерті «після 1931», місце смерті — Глухів.
Свого часу викладач Глухівського національного педагогічного університету імені Олександра Довженка, кандидат філософських наук М. Й. Заремський зі слів старожилів дізнався, що Яків Колубовський 1938 залишив Глухів.
На його думку, вчений поїхав до свого сина Ігоря Колубовського (1894—1941) — відомого історика філософії, перекладача — у Ленінград (нині — Санкт-Петербург, РФ), де й помер.

## Творчість
Яків Колубовський дав перший повний і закінчений нарис історії російської філософії (з українськими матеріалами) як додаток до російського перекладу «Истории новой философии в зжатом очерке» Ф. Ібервега та М. Гейнце (1890; видання 20-ге: 1898—1899). Зробив бібліографічні огляди праць С. Гогоцького і П. Юркевича (1894—1898). Написав статті з історії російської філософії та педагогіки для «Енциклопедичного словника» Блокгауза — Ефрона.

## Нагороди
Нагороджений орденом св. Станіслава ІІ ступеня.